# Stará hora (Starohorskie Wierchy)
Stará hora (964 m) – szczyt w Starohorskich Wierchach na Słowacji. Wznosi się w północno-zachodnim grzbiecie Jelenskiej Skały i jest zwornikiem; na Starej Horze grzbiet ten rozgałęzia się na dwa krótkie ramiona opadające do dna Starohorskiej doliny. Wcina się pomiędzy nie dolinka niewielkiego potoku uchodzącego do Starohorskiego potoku. W kierunku północno-wschodnim ze Starej Hory opada jeszcze jeden krótki grzbiecik do doliny Jelenskiego potoku. Stoki południowe opadają do doliny Haliar.
Stará hora jest całkowicie porośnięta lasem. Znajduje się w otulinie Parku Narodowego Niżne Tatry. Nie prowadzi nią żaden szlak turystyczny. Stoki północno-zachodnie i północno-wschodnie trawersuje droga leśna do zwózki drewna.